# 布魯克曼角
布魯克曼角（英語：Brookman Point）是南極洲的海岬，位於瑪麗伯德地，處於格蘭特島西北端，在1962年2月由美國海軍發現和繪入地圖，現時由南極條約體系管理。